# Balık çorbası

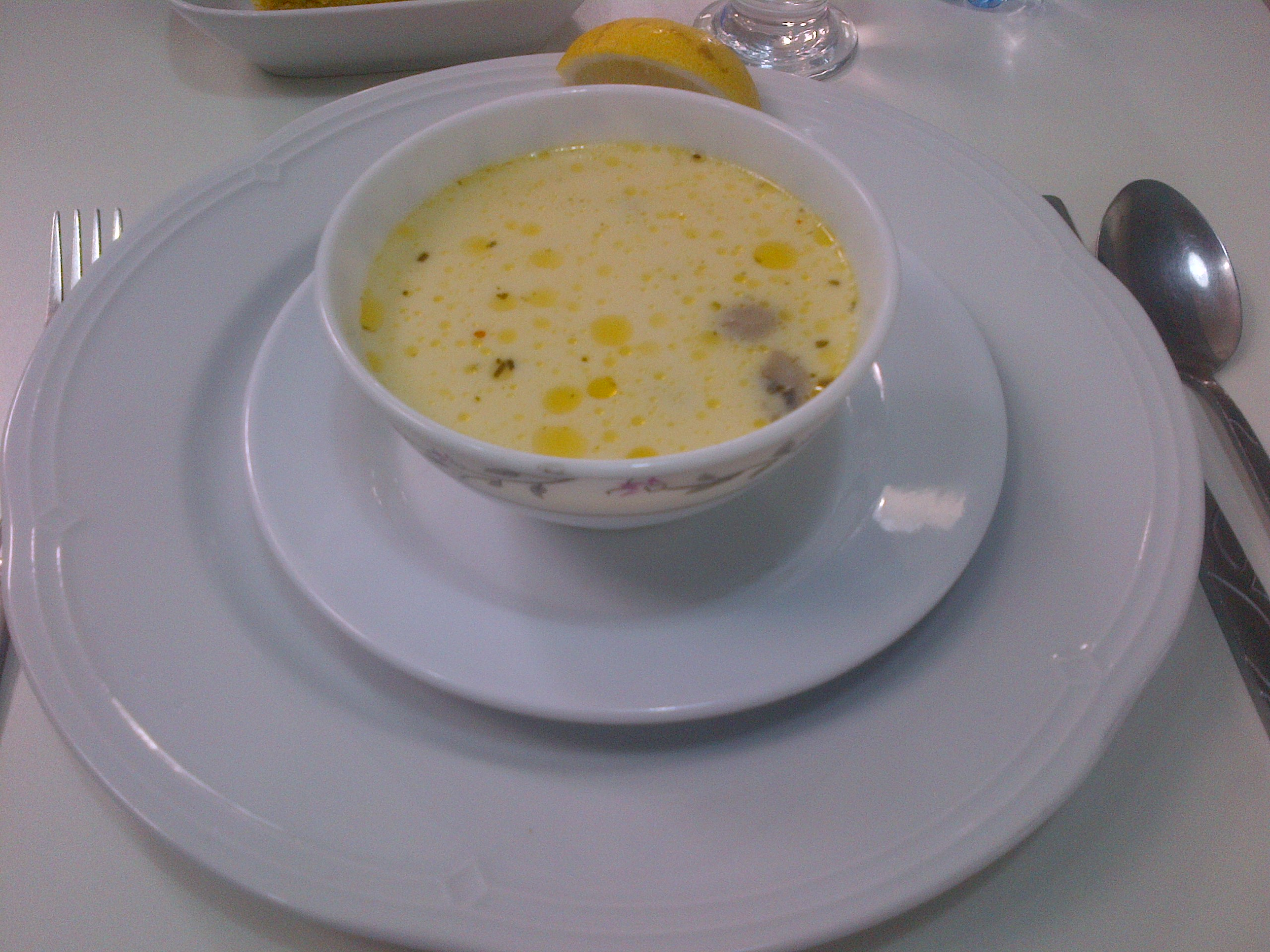
Balık çorbası o sopa de peix a la turca.

Balık çorbası és una sopa de peix de la cuina turca. Gairebé sempre es fa amb la carn de peixos blancs. Aquesta sopa porta brou, ceba, verdures (pastanaga, api, pebrots verds i vermells), fulles de llorer, grans de pebre negre, de vegades una salsa o marinada d'ou amb llimona i una mica de farina o nata de cuinar.